# Josep Viader i Moliné
Josep Viader i Moliné (* auch Josep Viader i Moliner, 1. September 1917 in Girona; † 25. Oktober 2012 ebenda) war ein katalanischer Komponist, Dirigent, vielseitiger Instrumentalist und Musikpädagoge. Viader wurde vor allen Dingen durch zahlreiche Harmonisationen katalanischer Volkslieder, insbesondere durch seine Chorfassung der katalanischen Hymne Els Segadors bekannt.

## Leben und Werk
Josep Viader studierte bei Pere Vallribera Klavier, bei Josep Muset Harmonie und Komposition sowie bei Joaquim Vallespí Kontrabass.
Von 1948 bis 1954 spielte Viader den Kontrabass in der Cobla La Principal de Girona. 1956 gründete er die Capella Polifonica de Girona, die er bis 1990 dirigierte. Er leitete die Escola Normal de Mestres de Girona, eine Lehrerausbildungsstätte in Girona, und war von 1965 bis zu seinem Eintritt in den Ruhestand 1985 Leiter des Conservatori de Música Isaac Albénniz de Girona.
Als Komponist schuf er vor allen Dingen Sardanas und zahlreiche Harmonisationen katalanischer Volkslieder. 1991 erhielt er von der katalanischen Regierung das Creu de Sant Jordi. Das Auditorium der Gironeser Casa Cultura ist nach ihm benannt. Josep Viader starb am 25. Oktober 2012 im Alter von 95 Jahren in Girona.